# Le Corps (film, 1974)
Pour les articles homonymes, voir Le Corps.
Le Corps (italien : Il corpo) est un film érotique italien écrit et réalisé par Luigi Scattini, sorti en 1974,.

## Synopsis
À la Trinité, Princesse suscite une violente passion de deux hommes, le jeune « sans le sou »[pas clair] Alain et le mature et alcoolique Antoine.

## Fiche technique
- Titre : Le Corps
- Titre original : italien : Il corpo
- Réalisateur : Luigi Scattini
- Scénario : Massimo Felisatti, Fabio Pittorru et Luigi Scattini
- Producteur : Alberto Adami
- Maison de production :	Filmarpa, P.A.C. Produzioni Atlas Consorziate
- Distribution en Italie : P.A.C. Produzioni Atlas Consorziate
- Photographie :	Antonio Borghesi
- Montage : Graziella Zita
- Musique : Piero Umiliani
- Décors : Gastone Corsetti
- Costumes : Cristina Lorenzi
- Maquillage : Dante Trani
- Année : 1974
- Genre : érotique, dramatique
- Durée : 87 min

## Distribution
- Zeudi Araya : Princesse
- Enrico Maria Salerno : Antoine
- Leonard Mann : Alan
- Carroll Baker : Madeleine